# Neuseeländische Cricket-Nationalmannschaft in den West Indies in der Saison 2002
Die Tour der neuseeländischen Cricket-Nationalmannschaft in die West Indies in der Saison 2002 fand vom 3. Juni bis zum 2. Juli 2002 statt. Die internationale Cricket-Tour war Teil der internationalen Cricket-Saison 2002 und umfasste zwei Test Matches und fünf ODIs. Neuseeland gewann die Testserie 1-0, während die West Indies die ODI-Serie 3-1 gewannen.

## Vorgeschichte
Die West Indies spielten zuvor eine Tour gegen Indien, Neuseeland in Pakistan. Das letzte Aufeinandertreffen der beiden Mannschaften bei einer Tour fand in der Saison 1999/2000 in Neuseeland statt.

## Stadien
Für die Tour wurden folgende Stadien als Austragungsorte vorgesehen und am 29. April 2002 bekanntgegeben.
| Stadt         | Land                           | Stadion                  | Kapazität | Spiele         |
| ------------- | ------------------------------ | ------------------------ | --------- | -------------- |
| Bridgetown    | Barbados                       | Kensington Oval          | 11.000    | 1. Test        |
| Gros Islet    | Saint Lucia                    | Beausejour Stadium       | 20.000    | 2. ODI; 3. ODI |
| Kingston      | Jamaika                        | Sabina Park              | 20.000    | 1. ODI         |
| Kingstown     | St. Vincent und die Grenadinen | Arnos Vale Stadium       | 18.000    | 5. ODI         |
| Port of Spain | Trinidad und Tobago            | Queen’s Park Oval        | 25.000    | 4. ODI         |
| St. George’s  | Grenada                        | Grenada National Stadium | 20.000    | 2. Test        |

## Kader
Neuseeland benannte seine Kader am 24. Mai 2002.
Die West Indies benannten ihren Test-Kader am 19. Juni 2002.
| Test | Test | ODI | ODI |
| West Indies | Neuseeland | West Indies | Neuseeland |
| --- | --- | --- | --- |
| - Carl Hooper (K) - Shivnarine Chanderpaul - Pedro Collins - Cameron Cuffy - Mervyn Dillon - Chris Gayle - Wavell Hinds - Ridley Jacobs (wk) - Brian Lara - Mahendra Nagamootoo - Daren Powell - Adam Sanford - Ramnaresh Sarwan | - Stephen Fleming (K) - Nathan Astle - Shane Bond - Ian Butler - Chris Harris - Robert Hart (wk) - Craig McMillan - Mark Richardson - Scott Styris - Daryl Tuffey - Daniel Vettori - Lou Vincent | - Carl Hooper (K) - Shivnarine Chanderpaul - Pedro Collins - Corey Collymore - Cameron Cuffy - Mervyn Dillon - Chris Gayle - Ryan Hinds - Wavell Hinds - Ridley Jacobs (wk) - Brian Lara - Ramnaresh Sarwan | - Stephen Fleming (K) - Nathan Astle - Shane Bond - Ian Butler - Chris Harris - Matthew Hart - Paul Hitchcock - Craig McMillan - Chris Nevin (wk) - Scott Styris - Daryl Tuffey - Daniel Vettori - Lou Vincent |

## Tour Match
| 3. Juni Scorecard | Kingston | New Zealanders 254 (50)                         | – | University of West Indies Vice Chancellor’s XI 155 (40/45) |
|                   |          | New Zealanders gewinnt mit 85 Runs (D/L method) |   |                                                            |

## One-Day Internationals

### Erstes ODI in Kingston
| 5. Juni Scorecard | Kingston | Neuseeland 176 (49.4) | – | West Indies |
|                   |          | No Result             |   |             |

### Zweites ODI in Gros Islet
| 8. Juni Scorecard | Gros Islet | Neuseeland 248-7 (50)             | – | West Indies 250-4 (49.1) |
|                   |            | West Indies gewinnt mit 6 Wickets |   |                          |

### Drittes ODI in Gros Islet
| 9. Juni Scorecard | Gros Islet | Neuseeland 210-7 (50)             | – | West Indies 211-3 (40) |
|                   |            | West Indies gewinnt mit 7 Wickets |   |                        |

### Viertes ODI in Port of Spain
| 12. Juni Scorecard | Port of Spain | Neuseeland 212-5 (44.2/44.2)               | – | West Indies 202-9 (33/33) |
|                    |               | Neuseeland gewinnt mit 9 Runs (D/L method) |   |                           |

### Fünftes ODI in Kingstown
| 16. Juni Scorecard | Kingstown | Neuseeland 291-8 (50)             | – | West Indies 292-6 (50) |
|                    |           | West Indies gewinnt mit 4 Wickets |   |                        |

## Test Matches

### Erster Test in Bridgetown
| 21.–24. Juni Scorecard | Bridgetown | Neuseeland 337 (125.4) & 243 (90.4) | – | West Indies 107 (42.1) & 269 (83) |
|                        |            | Neuseeland gewinnt mit 204 Runs     |   |                                   |

### Zweiter Test in St. George’s
| 20. Juni–2. Juli Scorecard | St. George’s | Neuseeland 373 (152.5) & 256-5 (131) | – | West Indies 470 (138.1) |
|                            |              | Remis                                |   |                         |

## Statistiken
Die folgenden Cricketstatistiken wurden bei dieser Tour erzielt.
| Tests           | Tests       | Tests   | Tests   | Tests   | Tests   | Tests   | Tests   | Tests   |
| Batting         | Batting     | Batting | Batting | Batting | Batting | Batting | Batting | Batting |
| Spieler         | Mannschaft  | Spiele  | Innings | Runs    | Average | HS      | 100s    | 50s     |
| --------------- | ----------- | ------- | ------- | ------- | ------- | ------- | ------- | ------- |
| Chris Gayle     | West Indies | 2       | 3       | 280     | 93,33   | 204     | 1       | 1       |
| Mark Richardson | Neuseeland  | 2       | 4       | 207     | 51,75   | 95      | 0       | 2       |
| Scott Styris    | Neuseeland  | 1       | 2       | 176     | 176,00  | 107     | 1       | 1       |
| Stephen Fleming | Neuseeland  | 2       | 4       | 175     | 43,75   | 130     | 1       | 0       |
| Brian Lara      | West Indies | 2       | 3       | 149     | 49,66   | 73      | 0       | 1       |
| Bowling         |             |         |         |         |         |         |         |         |
| Spieler         | Mannschaft  | Spiele  | Overs   | Wickets | Average | BBI     | 5W      | 10W     |
| Shane Bond      | Neuseeland  | 2       | 63.1    | 12      | 18,00   | 5/78    | 2       | 0       |
| Pedro Collins   | West Indies | 2       | 101.4   | 12      | 21,00   | 6/76    | 1       | 0       |
| Daniel Vettori  | Neuseeland  | 2       | 72.1    | 8       | 26,75   | 4/27    | 0       | 0       |
| Carl Hooper     | West Indies | 2       | 89      | 6       | 25,00   | 2/44    | 0       | 0       |
| Ian Butler      | Neuseeland  | 2       | 46      | 5       | 33,40   | 3/26    | 0       | 0       |
| Adam Sanford    | West Indies | 2       | 82.3    | 5       | 54,00   | 2/68    | 0       | 0       |

| ODIs                   | ODIs        | ODIs    | ODIs    | ODIs    | ODIs    | ODIs    | ODIs    | ODIs    |
| Batting                | Batting     | Batting | Batting | Batting | Batting | Batting | Batting | Batting |
| Spieler                | Mannschaft  | Spiele  | Innings | Runs    | Average | HS      | 100s    | 50s     |
| ---------------------- | ----------- | ------- | ------- | ------- | ------- | ------- | ------- | ------- |
| Chris Gayle            | West Indies | 5       | 4       | 194     | 48,50   | 67      | 0       | 2       |
| Stephen Fleming        | Neuseeland  | 5       | 5       | 192     | 38,40   | 89      | 0       | 2       |
| Lou Vincent            | Neuseeland  | 5       | 5       | 186     | 46,50   | 60*     | 0       | 2       |
| Shivnarine Chanderpaul | West Indies | 5       | 4       | 180     | 90,00   | 108*    | 1       | 0       |
| Scott Styris           | Neuseeland  | 5       | 5       | 160     | 40,00   | 85      | 0       | 2       |
| Bowling                |             |         |         |         |         |         |         |         |
| Spieler                | Mannschaft  | Spiele  | Overs   | Wickets | Average | BBI     | 5W      | 10W     |
| Chris Gayle            | West Indies | 5       | 47      | 12      | 16,00   | 4/54    | 0       | 0       |
| Mervyn Dillon          | West Indies | 4       | 36      | 8       | 20,00   | 2/26    | 0       | 0       |
| Scott Styris           | Neuseeland  | 5       | 23      | 7       | 17,14   | 6/25    | 1       | 0       |
| Pedro Collins          | West Indies | 4       | 38      | 7       | 24,57   | 3/33    | 0       | 0       |
| Paul Hitchcock         | Neuseeland  | 5       | 37      | 6       | 26,33   | 3/43    | 0       | 0       |

## Player of the Series
Als Player of the Series wurden die folgenden Spieler ausgezeichnet.
| Serie | Player of the Series |
| ----- | -------------------- |
| Test  | Shane Bond           |
| ODI   | Chris Gayle          |

### Player of the Match
Als Player of the Match wurden die folgenden Spieler ausgezeichnet.
| Spiel   | Player of the Match    |
| ------- | ---------------------- |
| 2. ODI  | Shivnarine Chanderpaul |
| 3. ODI  | Brian Lara             |
| 4. ODI  | Scott Styris           |
| 5. ODI  | Chris Gayle            |
| 1. Test | Stephen Fleming        |
| 2. Test | Chris Gayle            |